# 天津滨海新区航母旅游区
39°09′20″N 117°48′28″E / 39.15562°N 117.80773°E

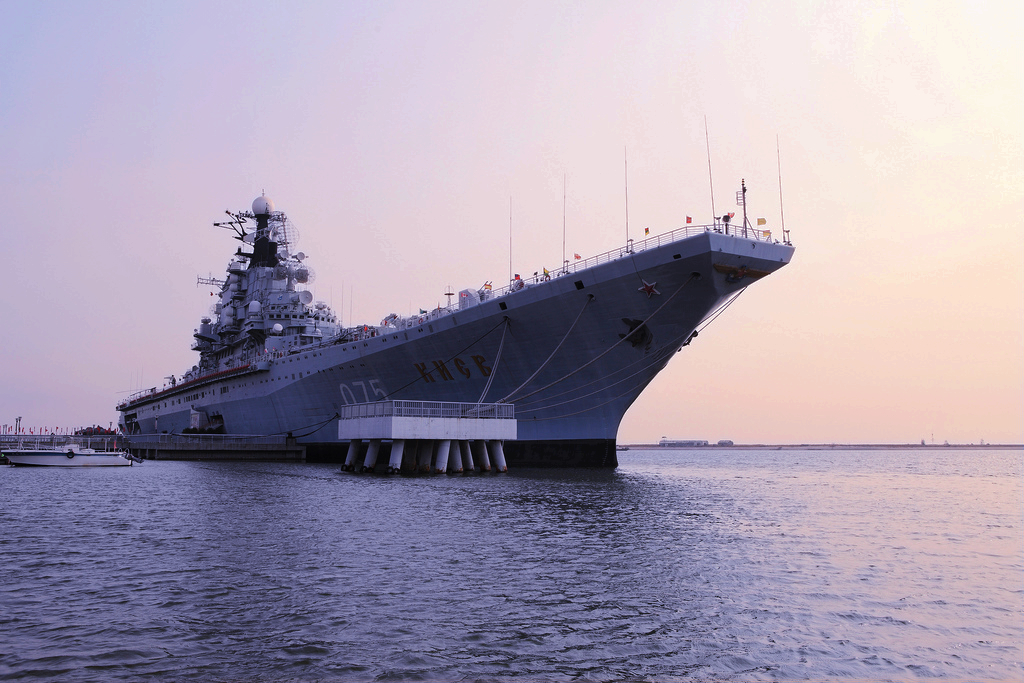
滨海航母主题公园中的基辅号航空母舰

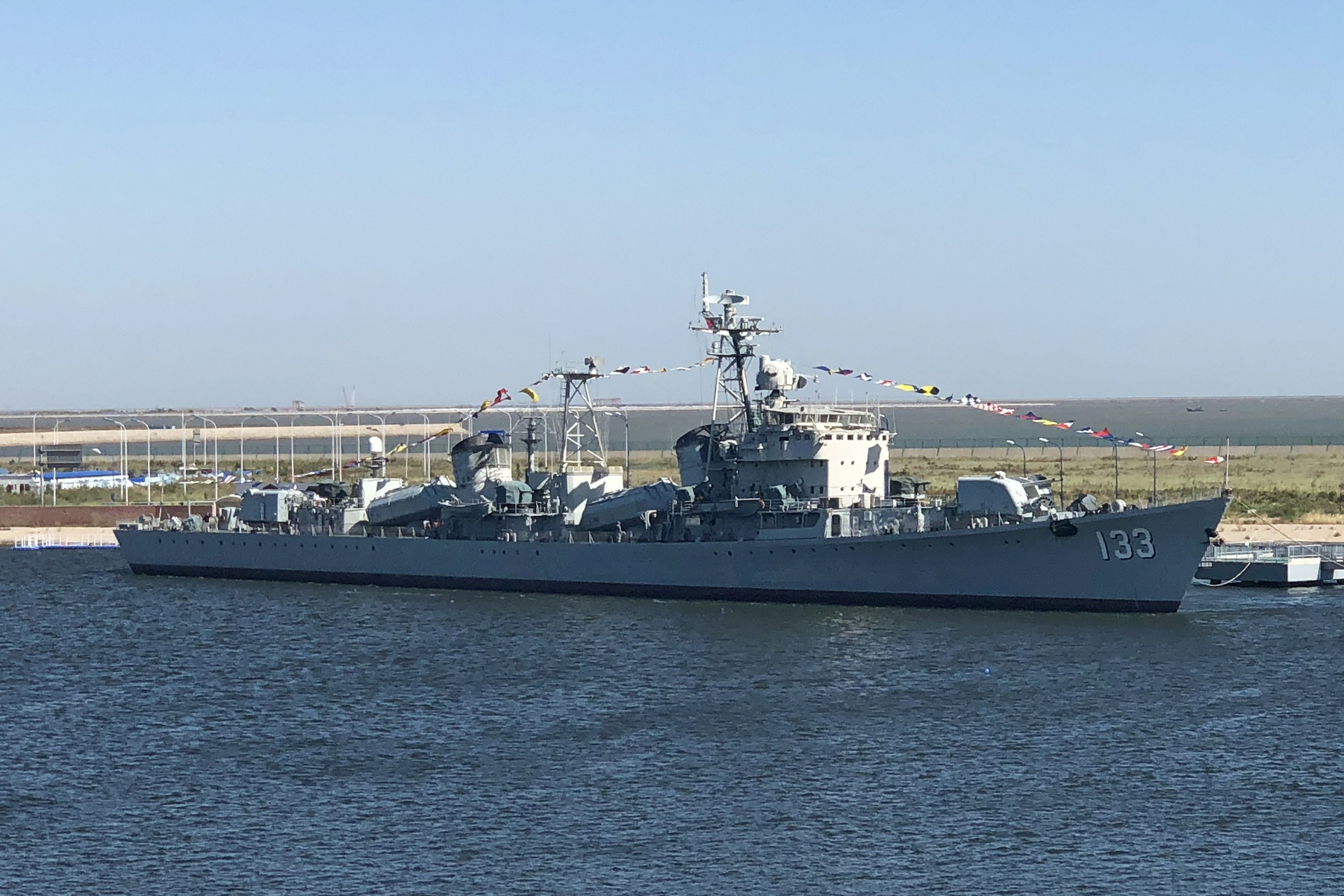
滨海航母主题公园中的051D型133号 “重庆”舰

滨海航母主题公园(天津泰达航母樂園)是天津市滨海新区的一座军事主题公园，目前由泰达集團營運。位于八卦滩（原属汉沽区）。2010年11月，滨海航母主题公园被评为中国国家4A级旅游景区

## 历史
基辅号航母作为前苏联“基辅”级航母的首制舰曾经是前苏联北方舰队的旗舰，并一度是前苏联海军的象征。
- 基辅号于1975年建成服役，1993年退役。

- 2000年，经过中国国务院的批准，天津市政府作为废钢铁从俄罗斯购入基辅号航空母舰，并将其改为观光景点。

- 2000年8月29日基辅号航母抵达天津南疆码头。

- 2005年10月9日天津经济技术开发区取得基辅号航空母舰的所有权并对其实行总体规划，制定了以基辅号航母为旅游资源的主体，结合娱乐和国防教育的方针，使滨海航母主题公园成为世界最大的军事主题公园。

- 2006年4月9日基辅号航空母舰对游客开放。[2]

- 2011年5月起改建為航母酒店，總面積約六千平方米，在2012年1月1日試營運，成為中國首家航母酒店[3]。